# Rio Geba
O Rio Geba é o maior rio da Guiné-Bissau. É um rio de planície, caudaloso na época das chuvas (de abril a outubro).
Nasce a cerca de 40 km a nororeste da cidade de Koundara, na prefeitura homônima, região de Boqué, na Guiné-Conacri. Recebe inicialmente o nome de Caianga (ou Kayanga), correndo para o norte, adentrando no Senegal, fazendo uma longa curva para o sul, entrando em seguida em terras guinéu-bissauenses, quando logo recebe as águas do rio Bidigor, passando a chamar-se finalmente Geba. Seu mais importante afluente é o Rio Corubal.
É uma extraordinária via de comunicação com o interior da Guiné-Bissau. Nos terrenos das suas margens, pratica-se activamente a agricultura, sobretudo a cultura do arroz. Deságua no estuário do Geba (ou Canal de Geba-Caió), um largo estuário que liga o rio ao Oceano Atlântico.
Durante a Guerra de Independência da Guiné-Bissau, parte da Guerra Colonial Portuguesa, as zonas mais interiores do Rio Geba foram palco de diversas operações militares.